# BIJ12
BIJ12 is een Nederlandse organisatie die een aantal taken voor de 12 samenwerkende provincies uitvoert. BIJ12 ondersteunt provincies bij de uitvoering van wettelijke taken en met kennis, informatie en data over het landelijk gebied en de fysieke leefomgeving, met als doel uniformiteit in informatievoorziening en een efficiënte uitvoering van provinciale regelingen.

## Ontstaan
De organisatie is in 2013 ontstaan in verband met de overheveling van taken van de Rijksoverheid naar lagere overheden, met name provincies. De provincies besloten om de taakverzwaring die samenhangt met deze overheveling, gezamenlijk aan te pakken en een nieuwe organisatie op te richten. Onder de koepel van het reeds bestaande samenwerkingsorgaan, het Interprovinciaal Overleg, gericht op belangenbehartiging, kennisuitwisseling en innovatie, is een gezamenlijke uitvoeringsorganisatie ontstaan. BIJ12 maakt samen met het IPO-bureau onderdeel uit van de Vereniging het Interprovinciaal Overleg. Behalve om uitvoering gaat het bij BIJ12 ook om samenwerking en ondersteuning in de vorm van kennisontwikkeling en informatieoverdracht. Terreinen waarmee BIJ12 zich met name bezighoudt zijn:
- subsidies voor natuur- en landschapsbeheer;
- faunazaken en specifiek faunaschade;
- grondwaterkwaliteit en schade als gevolg van grondwateronttrekking;
- stikstof en Natura 2000 (tot mei 2019 Programma Aanpak Stikstof);
- het beheer van applicaties en informatiesystemen;
- subsidieregeling voor de opruiming van drugsafval.